# Unschuld (Roman)
Unschuld (englischer Originaltitel Purity) ist der fünfte Roman des amerikanischen Schriftstellers Jonathan Franzen. Das Werk erschien 2015 beim New Yorker Verlag Farrar, Straus and Giroux, zeitgleich veröffentlichte der Rowohlt Verlag die Übersetzung ins Deutsche von Bettina Abarbanell und Eike Schönfeld. Im Mittelpunkt des Romans stehen neben der titelgebenden Figur Purity Tyler die beiden Männer Andreas Wolf und Tom Aberant.
Wolf stammt aus einer ostdeutschen Nomenklatura-Familie und entwickelt sich nach dem Fall der Mauer zu einem Internet-Aktivisten ähnlich dem Wikileaks-Gründer Julian Assange. Tyler ist eine hochverschuldete Universitäts-Absolventin, die sich Wolfs Projekt anschließt. Aberant ist ein amerikanischer Journalist, der eine Enthüllungsgeschichte über Wolf schreibt. Ihre Wege kreuzen sich über einen Zeitraum von dreißig Jahren. Thematisch stehen Geheimnisse, Verrat und Überwachung im Mittelpunkt. Eine der Thesen des Romans ist die Ähnlichkeit von DDR-Überwachungsstaat mit den durch das Internet ermöglichten Zugriff auf Daten über jeden Menschen. Der Titel des Romans verweist auf die übergreifende Frage nach Schuld, die alle handelnden Personen umtreibt: Gibt es Kollektivschuld, persönliche Schuld, indoktrinierte Schuld?

## Inhalt
Purity, genannt „Pip“, Tyler wächst in Felton auf, südlich der San Francisco Bay Area, wohin sich ihre alleinerziehende Mutter Penelope zurückgezogen hat. Diese verschweigt ihrer Tochter sämtliche Details ihrer Herkunft, um sie vor den Nachstellungen ihres angeblich gewalttätigen Ex-Mannes zu schützen. Schwankend zwischen dem Wunsch, „etwas Gutes zu tun“, und den erdrückenden Verpflichtungen eines Studienkredits arbeitet Pip mit Anfang zwanzig im Telefonmarketing einer parasitären Umweltstiftung, die keinerlei echte Projekte realisiert.
Privat lebt sie in einem besetzten Haus und ist hoffnungslos verliebt in einen verheirateten Mitbewohner. Als eine weitere Mitbewohnerin, eine Deutsche namens Annagret, sie für das in Bolivien ansässige Sunlight Project ihres Landsmannes Andreas Wolf anzuwerben versucht, fasziniert Pip weniger der hehre Anspruch der Enthüllungsplattform, die in puncto Popularität WikiLeaks längst den Rang abgelaufen hat, als die Möglichkeit, dort zu ihrem unbekannten Vater recherchieren zu können. Sie lässt ein missglücktes Date mit dem Mathematiker Jason sausen, schlägt die Warnungen ihrer Mutter in den Wind und bricht nach einem Mailwechsel mit dem charismatischen Andreas nach Südamerika auf.
Andreas Wolf hat als Sohn eines Mitglieds des Zentralkomitees der SED eine privilegierte Jugend in der DDR. Ein entfernter Verwandter von ihm ist Spionagechef Markus Wolf. Die Veröffentlichung einiger, in erster Linie gegen seine besitzergreifende Mutter gerichteten, aufmüpfigen Gedichte führt zu einem Knick in seinem Werdegang und dem Bruch mit seinen Eltern. Er lebt seitdem als geduldeter Dissident im Keller einer Kirche. Vorgeblich setzt er sich hier für aus der Bahn geratene Jugendliche ein, doch insgeheim geht es ihm vor allem darum, mit allen weiblichen Schützlingen zu schlafen. So lernt er auch, inzwischen 27 Jahre alt, die 15-jährige Annagret kennen, die von ihrem Stiefvater, einem Stasi-Spitzel, missbraucht wird. Er versagt sich eine sexuelle Beziehung zu dem Mädchen, in das er sich gerade deswegen verliebt, und ermordet schließlich Annagrets Stiefvater.
Die Stasi scheint ihre schützende Hand über den Sohn des bekannten Politikers zu halten, der unbehelligt bleibt, bis durch die zwei Jahre später einsetzende Wende eine Strafverfolgung droht. Andreas entwendet die Akten zu den Mordermittlungen aus der Zentrale des Ministeriums für Staatssicherheit. Beim Verlassen des Gebäudes stolpert er zufällig vor die Kameras der versammelten Presse, die eine erste Einsichtnahme des Bürgerkomitees in die Stasi-Unterlagen begleitet. Mit seinem charismatischen Wesen und einer improvisierten Rede, bei der er die Metapher des „Sonnenlichts“ prägt, das auf die Staatsgeheimnisse scheinen solle, wird er bald zum Sprecher des Komitees und einer vielgefragten Medienfigur. Noch am gleichen Abend betritt er zum ersten Mal West-Berlin, wo er sich mit dem amerikanischen Journalisten Tom Aberant anfreundet, dem er als einzigem Menschen den Mord gesteht.
Die Freundschaft der beiden Männer kühlt bald ab, als Tom Aberant wieder zurück nach Denver reist. Dort steckt er in einer unglücklichen Ehe mit der Künstlerin und Veganerin Annabel Laird fest. Sie ist Milliardenerbin eines amerikanischen Fleischkonzerns, den die sie ebenso verachtet wie ihre Familie und alle anderen Menschen. Verzweifelt legt sie all ihre Hoffnungen in die Beziehung zu dem jungen Tom, den sie zu Beginn ihrer Beziehung dominieren kann, bis sie ihm so weit die Luft zur eigenen Entwicklung genommen hat, dass er sich nur noch wünscht, sich von ihrer Lustfeindlichkeit und Esoterik zu befreien. Auch nach der Scheidung kann er sich erst von seiner Ex-Frau lösen, als er Geld ihres Vaters annimmt, um damit eine Internet-Zeitung zu gründen. Nach diesem ultimativen Schlag gegen ihre Verweigerung des elterlichen Vermögens verlässt Annabel Denver und taucht unter einem fremden Namen unter, so dass sie auch nicht von dem Milliardenfonds erfährt, den ihr Vater für sie eingerichtet hat, bevor er stirbt.
Andreas Wolf ist derweil zur Internet-Ikone geworden. Die Beziehung zu Annagret ist zerbrochen, und er hat sich, wegen seiner Enthüllungen von diversen Staaten verfolgt, mit seinem Sunlight Project in Bolivien niedergelassen. Im Gegensatz zu Julian Assange profitiert er von einem makellosen Ruf in der Öffentlichkeit, doch er weiß, dass der Erfolg seines Projektes mit seinem Namen steht und fällt. Seine wachsende Paranoia richtet sich besonders gegen Tom Aberant, der seine dunkle Vergangenheit kennt. Als er die Ressourcen seines Projektes verwendet, um über den einstigen Freund zu recherchieren, macht er dessen Ex-Frau Annabel ausfindig, die inzwischen den Namen Penelope Tyler angenommen hat, und er errät, dass es sich bei Purity um Toms Tochter handelt, deren Geburt Annabel ihrem Ex-Mann verschwiegen hat. Er setzt Annagret auf Pip an, lockt sie nach Bolivien, wo beide eine Affäre haben und schleust sie schließlich als Spitzel beim Denver Independent ein, der Zeitung ihres Vaters.
In Denver sorgt Pips Anwesenheit für Spannungen in Toms Beziehung zu seiner Lebensgefährtin Leila Helou, doch nach einigen Berichten seiner neuen Angestellten über ihre reizbare Mutter, ahnt der Journalist, dass es sich bei dieser um seine Ex-Frau und bei Pip um seine Tochter handeln muss. Diese hat ihren neuen Arbeitgeber schätzen gelernt und gesteht ihm reumütig, dass sie darauf angesetzt wurde, ihn zu bespitzeln. Daraufhin reist Tom nach Bolivien, um sich mit Andreas auszusprechen. Er bittet den einstigen Freund, ein autobiografisches Dokument über seine Beziehung zu Annabel, an das Andreas durch seine Spionagesoftware gelangt ist, nicht öffentlich zu machen. Doch Andreas fühlt sich von dem einzigen Freund, den er jemals hatte, zurückgewiesen und verschickt das Dokument an Pip, um sich zu rächen. Es kommt zu einer dramatischen Szene an einer Steilklippe, in der Andreas Tom vergeblich provoziert, ihn in den Abgrund zu stoßen. Schließlich springt er selbst in den Tod.
In Kalifornien, wo sie wieder in dem besetzten Haus lebt, versucht Pip die enthüllten Geheimnisse über ihre Herkunft zu verarbeiten. Eine anstehende Zwangsräumung des Gebäudes setzt sie unter Zugzwang, und sie nimmt Kontakt zum Manager des Treuhandfonds ihrer Mutter auf, um den Kauf des Hauses zu veranlassen. Im Gegenzug verpflichtet sie sich dazu, mit ihrer Mutter zu sprechen. Penelope alias Annabel fühlt sich von ihr so verraten wie von allen anderen Menschen, doch am Ende versöhnen sich Mutter und Tochter, und Pip kann sie sogar überzeugen, einen Teil des Geldes anzunehmen. Eine von Pip inszenierte Wiederbegegnung ihrer Eltern endet hingegen in gegenseitigen Vorwürfen und unversöhnlichem Streit. Pip hofft, dass sie und ihr Freund Jason, mit dem sie inzwischen zusammengekommen ist, es besser machen werden.

## Entstehung und Publikation
Im Dezember 2012 äußerte Franzen in einem Interview, dass er einen Entwurf von vier Seiten Länge für einen neuen Roman habe, der sich vermutlich zu einem längeren Werk auswachsen würde. Er habe die Illusion aufgegeben, dass er jemals einen Roman von 150 Seiten schreiben könne, da er immer an der Sichtweise mehrerer Charaktere interessiert sei.
Im November 2014 kündigte der Verleger Jonathan Galassi dann an, dass „Purity“ bei Farrar, Straus & Giroux im September 2015 erscheinen würde. Franzen habe seit zwei Jahren an dem Roman gearbeitet, der im Gegensatz zu „Freedom“ und „The Corrections“ keinen strikten Realismus verkörpere, sondern einen quasi-fabelhaften Charakter mit mythischen Obertönen haben werde. Das Kapitel „The Republic of Bad Taste“ erschien vorab in The New Yorker im Juni 2015.

## Rezeption
„Purity“ wurde in den USA in praktisch allen meinungsbildenden Medien besprochen. Michiko Kakutani zeigte sich in der New York Times vom neuen Roman angetan. Franzen habe mit dem Werk seine Stimmlage „um eine Oktave erweitert“. Er zeige seine Fähigkeit, nicht nur die dunklen und niederen menschlichen Triebe satirisch aufzugreifen, sondern auch die Sehnsucht seiner Charaktere nach Zusammenhalt und Neubeginn darzustellen. Kakutani hat einen Cameoauftritt im Roman, in dem sie den lange erwarteten Großen Roman von Charles als „aufgebläht und äußerst unangenehm“ verreißt.
Die deutsche Literaturkritik nahm Unschuld mit teils durchwachsenen Kritiken auf. Sandra Kegel lobte in der FAZ den Roman als „eine in Raum und Zeit großangelegte Erzählung“, der „trotz aller essayistischen Exkursionen kein Thesenroman geworden“ sei. Die Darstellung der Figuren sei gelungen, nur die Ich-Erzählung der zentralen Figur Tom Aberant bleibe „ein Fremdkörper“. Der Schriftsteller Adam Soboczynski schätzte in der ZEIT die von Franzen erschaffenen „zwingende[n] Charaktere“ in einem „Musterbeispiel eines analytischen Romans“, teilte jedoch die These der Analogie von Internet und DDR nicht.

## Ausgaben
Englische Originalausgaben
- Jonathan Franzen: Purity. Farrar, Straus and Giroux, New York 2015, ISBN 978-0-374-23921-3. (Amerikanische Originalausgabe, gebunden)
- Jonathan Franzen: Purity. Picador, New York 2016, ISBN 978-1-250-09710-1. (Erstausgabe als Paperback)
- Jonathan Franzen: Purity. Macmillan Audio, 2015 (Hörbuch, gelesen von Jenna Lamia, Dylan Baker und Robert Petkoff, ungekürzte Fassung, 25 Stunden).

Deutsche Übersetzungen
- Jonathan Franzen: Unschuld, aus dem Amerikanischen von Bettina Abarbanell und Eike Schönfeld. Rowohlt Reinbek bei Hamburg, 2015, ISBN 978-3-498-02137-5. (Deutschsprachige Erstausgabe, gebunden)
- Jonathan Franzen: Unschuld. Ungekürzte Lesung von Sascha Rotermund und Walter Kreye. Der Hörverlag, München 2015, ISBN 978-3-8445-2001-9.